# باشگاه فوتبال جدلینگ مینرس ولفار

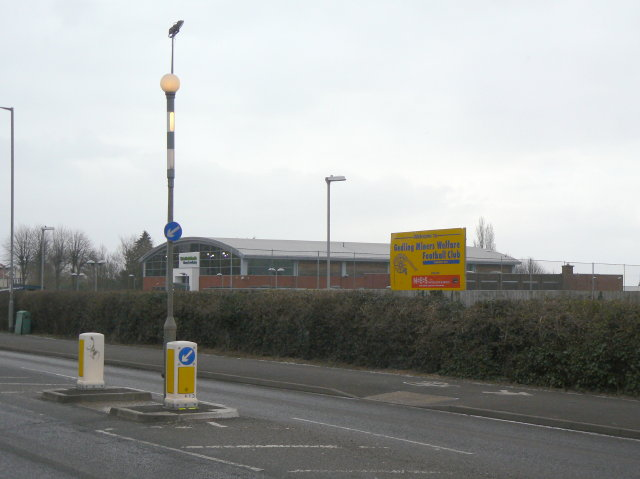
مکان باشگاه فوتبال جدلینگ مینرس ولفار

باشگاه فوتبال جدلینگ مینرس ولفار (به انگلیسی: Gedling Miners Welfare Football Club) یک باشگاه فوتبال در شهر جدلینگ، ناتینگهام‌شایر، کشور انگلستان است که در سال ۱۹۱۹ میلادی تأسیس شده‌است.